# Stadttheater Klagenfurt
Le Stadttheater Klagenfurt est un théâtre à Klagenfurt, en Autriche.

## Histoire
Le premier théâtre de Klagenfurt est construit entre 1605 et 1620 comme salle de bal pour l'aristocratie et sert pour leur divertissement social. Au fil du temps, de plus en plus de spectacles invités italiens apparaissent, les artistes aiment s'arrêter à Klagenfurt lors de leur voyage de Venise à Vienne. La salle de bal s'intègre ainsi de plus en plus à la scène théâtrale autrichienne des XVIIe siècle et XVIIIe siècle et se transforme progressivement en théâtre. L'ouverture effective en tant que théâtre a lieu en 1737. Le théâtre est subordonné aux domaines provinciaux de Carinthie. Vers la fin du XVIIIe siècle, le théâtre s'ouvre aussi progressivement aux intellectuels, aux militaires et aux fonctionnaires. Le bâtiment du théâtre initialement en bois est reconstruit en 1811 à partir de pierre.
En 1908, le terrain est acheté pour le "Nouveau Théâtre" à Klagenfurt, car l'ancien est dans un état délabré. Le 22 septembre 1910, le nouveau théâtre est inauguré sous le nom de Jubiläums-Stadt-Theater à l'occasion du 60e anniversaire du règne de l'empereur François-Joseph Ier. Le théâtre est construit par les architectes viennois Fellner & Helmer comme une copie presque identique des théâtres de Giessen et Gablonz, construits auparavant en 1906 et 1907.
En 1963 et 1964, d'autres agrandissements sont réalisés, le nombre de places debout est réduit et une extension du bâtiment de la scène est construite. Herbert Wochinz est directeur de 1968 à 1992. Entre 1996 et 1998, le théâtre est reconstruit selon les plans de Günther Domenig et une aile moderne est ajoutée à l'arrière.

## Source de la traduction
- (de) Cet article est partiellement ou en totalité issu de l’article de Wikipédia en allemand intitulé « Stadttheater Klagenfurt » (voir la liste des auteurs).

1. ↑  (en) « The Blossoming of the Provincial Theater in Austria », Austrian Information, vol. 18, no 15,‎ 1er septembre 1965, p. 4 (lire en ligne)